# إد نوريس
إد نوريس (بالإنجليزية: Ed Norris)‏ هو مقدم برامج إذاعية أمريكي، ولد في 10 أبريل 1960 في نيويورك في الولايات المتحدة.

## وصلات خارجية
- إد نوريس على موقع IMDb (الإنجليزية)
- إد نوريس على موقع قاعدة بيانات الفيلم (الإنجليزية)